# Carl Schlyter
Carl-Christian Erik Schlyter, född 7 januari 1968 i Danderyd, är en svensk opinionsbildare och politiker (Partiet Vändpunkt från 2019, dessförinnan miljöpartist). Han var miljöpartistisk riksdagsledamot för Stockholms län från 2014 till 2018,  EU-nämndens ordförande 2014–2016 och europaparlamentariker från juni 2004 till juli 2014. Schlyter har även varit politisk sekreterare i Stockholms stad 1994–1995 och ledamot av Miljöpartiets partistyrelse 2000–2008.
Efter att under flera år tillhört en krets av interna kritiker grundade han tillsammans med några av dessa Partiet Vändpunkt den 15 februari 2019. Detta skedde strax efter att han lämnat Miljöpartiet.

## Studier
Schlyter studerade kemiteknik med inriktning på bioteknik och miljö på Kungliga Tekniska högskolan i Stockholm 1987–1994 och forskade på Miami University i Ohio om föroreningar i stenkol 1989.

## EU-parlamentet
Schlyter har framför allt varit aktiv på europeisk nivå, under 1996 var han assistent till Europaparlamentarikern Ulf Holm och 1997–2004 var han rådgivare för Gröna gruppen i budgetkontrollutskottet. Han var en av Miljöpartiets delegater i Europeiska gröna federationen från 2001, från 2004 benämnt Europeiska gröna partiet, fram till 2008. Efter valet 2004 valdes han in i Europaparlamentet som enda ledamot från Miljöpartiet i Sverige. I valet 2009 erhöll Miljöpartiet, med Schlyter som förstanamn, två mandat. Schlyter har framför allt varit aktiv i utskottet för miljö, folkhälsa och livsmedelssäkerhet, där han var vice ordförande från 2009.

### Uppdrag i Europaparlamentet
- Utskottet för miljö, folkhälsa och livsmedelssäkerhet: ledamot 2004–2009, vice ordförande 2009–2014
- Delegationen till den gemensamma parlamentariska AVS-EU-församlingen: ledamot 2004-2014
- Utskottet för internationell handel: suppleant 2007–2014
- Fiskeriutskottet: suppleant 2004–2009
- Budgetkontrollutskottet: suppleant 2004–2009
- Delegationen för förbindelserna med länderna i Sydostasien och ASEAN: suppleant 2009–2014

## Riksdagen
I riksdagen var Schlyter EU-nämndens ordförande 2014–2016. I juni 2016 fick han lämna ordförandeposten, och efterträddes av Åsa Romson, som då just fått lämna regeringen och posten som miljöminister. Samtidigt fick Valter Mutt lämna posten som utrikespolitisk talesperson. Petningen hade föregåtts av att de i maj 2016 röstade mot regeringens proposition om värdlandsavtalet mellan Sverige och Nato. Schlyter betecknade deras petning som en "utrensning", och flera tongivande miljöpartister protesterade på olika sätt mot dessa petningar.

### Riksdagsmotioner (ett urval)
- Ökat inflytande för jordens fattigaste länder i WTO, Världsbanken och IMF (2016/17:2661). En motion tillsammans med Valter Mutt och Annika Lillemets om att Sverige bör ta initiativ för att de fattiga länderna ska få ökat inflytande.

- Basinkomst (2016/17:2631). En motion tillsammans med Valter Mutt, Annika Lillemets och Jabar Amin om att regeringen bör utreda hur ett system med basinkomst skulle kunna introduceras i Sverige. I motionen nämns, som motivering, bland annat automatiseringen och att de försök som gjorts i andra länder visat på positiva resultat.

- Bekämpa korruption och stoppa handel med Citesskyddade arter (2016/17:2663). En enskild motion om att Sverige bör bekämpa den organiserade brottsligheten och korruptionen inom handel med skyddade arter.

- Motion angående CETA-avtalet (2017/18:3957) av Schlyter med flera. I motionen hävdas att CETA skapar administrativa problem, försvårar för klimatarbetet och skyddet av djur, hälsa och miljö. Dessutom styr det Sverige mot ett nyliberalt sätt att organisera samhällets service och detaljreglerar handel och investeringar. Motionen tar också upp kritiken mot tvistlösningsmekanismen ICS.

- Skärpt exportkontroll av krigsmateriel (2017/18:3923). I motionen föreslås ett tillägg i lagen om krigsmateriel (1992:1300), där det tydligt ska framgå att tillstånd för vapenexport inte får ges då den mottagande parten är delaktig i krigsförbrytelser.

## Utträde ur Miljöpartiet
Den 17 januari 2019 meddelade Schlyter på sin Facebook-sida att han har begärt utträde ur Miljöpartiet i protest mot januariavtalet. Han menar att nyliberalismen ökar klyftorna och att resurseffektiviteten i samhället minskar, vilket enligt honom går emot det Miljöpartiet står för.
Den 13 februari 2019 startade Schlyter tillsammans med Valter Mutt och Annika Lillemets Partiet Vändpunkt. Efter en kort tid gick även Max Andersson, också före detta miljöpartist och liksom Schlyter också före detta EU-parlamentariker för Miljöpartiet, med i detta nya parti. I Europaparlamentsvalet 2019 fick partiet 5 171 röster, vilket motsvarade 0,12 procentenheter av rösterna.

## Kampanjchef på Greenpeace
Den 20 juni 2020 meddelade Greenpeace i Sverige att de rekryterat Schlyter som kampanjchef.